# 大隅鹿屋病院
大隅鹿屋病院（おおすみかのやびょういん）は鹿児島県鹿屋市にある医療機関である。

## 沿革
出典
- 1988年 昭和63年
  - 8月 開院(300床)
- 1990年 平成2年
  - 1月 救急告示病院 指定
  - 10月 313床に増床
- 1996年 平成8年
  - 8月 大崎クリニック開院
- 1997年 平成9年
  - 7月 大根占クリニック開院
- 1998年 平成10年
  - 2月 吾平クリニック開院　高山クリニック 開院
  - 9月 岩川クリニック開院 財部クリニック開院
- 2006年 平成18年
  - 8月 佐多クリニック閉院
  - 12月 財部クリニック閉院
- 2008年 平成20年
  - 12月 医療法人鹿児島愛心会 設立
- 2010年 平成22年
  - 6月 病床種別の変更　一般病床（313床）
- 2015年 平成27年
  - 6月 大根占クリニック閉院
  - 8月 岩川クリニック閉院

## 診療科
出典
- 内科
- 循環器内科
- 消化器内科
- 消化器・一般外科
- 心臓血管外科
- 整形外科
- 形成外科
- 呼吸器・一般外科
- 脳神経外科
- 麻酔科
- 救急科
- 口腔外科
- 放射線科
- 耳鼻咽喉科
- ペインクリニック

## 部門
出典
- 臨床研修センター
- 看護部
- 薬剤部
- リハビリテーション科
- 臨床検査科
- 臨床工学科
- 栄養科
- 放射線科
- 内視鏡センター
- 健康管理センター
- 訪問看護ステーション
- 医療法人徳洲会 大隅鹿屋ケアプランセンター
- 訪問リハビリステーション
- 通所リハビリテーション

## 学会認定
出典
| 学会名                                   | 認定期限       |
| 日本内科学会教育関連施設                 | 2021年3月31日  |
| 日本外科学会研修施設                     | 2026年12月31日 |
| 日本消化器外科学会専門医修練施設         | 2025年12月31日 |
| 日本循環器学会研修施設                   | 2026年3月31日  |
| 日本腎臓学会研修施設                     | 2024年3月31日  |
| 日本インターベンション学会研修施設       | 2023年3月31日  |
| 三学会構成心臓血管外科専門医認定基幹施設 | 2026年12月31日 |
| 日本胸部外科学会関連施設                 | 再発行依頼     |
| 日本呼吸器外科学会関連修練施設           | 2024年12月31日 |
| 日本超音波医学会研修基幹施設             | 2028年3月31日  |
| 日本歯科口腔外科学会研修施設             | 2021年9月30日  |
| 日本プライマリケア連合学会               | 2020年3月31日  |
| 日本病院総合診療学会認定施設             | 2023年3月31日  |
| 日本形成外科学会教育関連施設             | 2019年3月31日  |
| 腹部ステントグラフト実施施設             | 2028年12月31日 |
| 浅大腿動脈ステントグラフト実施施設       | 認定期間なし   |
| 胸部ステントグラフト実施施設             | 2029年12月31日 |
| 植込型補助人工心臓管理施設               | 2022年4月30日  |
| 日本麻酔科学会麻酔科認定研修施設         | 2028年3月31日  |
| 日本脳卒中学会研修教育施設               | 2025年3月31日  |
| 日本呼吸器内視鏡学会認定施設             | 2028年3月31日  |